# Elecciones generales de Sudáfrica de 2004
Las elecciones generales de Sudáfrica de 2004 se realizaron el miércoles 14 de abril del mencionado año para escoger a los miembros de ambas cámaras del vigesimocuarto Parlamento de Sudáfrica, en concordancia con las elecciones provinciales. Se renovaron los 400 escaños de la cámara baja, la Asamblea Nacional y a los 430 miembros de las nueve legislaturas provinciales, que a su vez designarían los 90 escaños del Consejo Nacional de las Provincias, la cámara alta. Fueron las terceras elecciones desde el fin del apartheid.
En estas elecciones el oficialista Congreso Nacional Africano (ANC), bajo el liderazgo del presidente incumbente Thabo Mbeki, obtuvo una victoria aplastante sobre una oposición prácticamente inexistente, obteniendo casi el 70 % de los votos y 279 escaños. Al ocupar más de dos tercios de los votos y los escaños, el ANC adquiría el derecho a cambiar unilateralmente la constitución. Por otro lado, los comicios también marcaron el debut electoral de Alianza Democrática (DA), fuerza sucesora del Partido Demócrata, de Tony Leon. El nuevo partido, aún encabezado por Leon, obtuvo un lejano segundo lugar con el 12.37 % de los votos y 50 escaños. A pesar del abrumador triunfo del ANC, Alianza Democrática logró mejorar significativamente los resultados de los demócratas en 1999 y mantenerse como el principal partido de la oposición en ambas cámaras de la legislatura. Con este resultado, Mbeki fue reelegido para un segundo mandato como presidente y formó un gobierno compuesto enteramente por miembros de la Alianza Tripartita (el ANC, el Partido Comunista Sudafricano y el Congreso de Sindicatos Sudafricanos), siendo la primera vez que no formaban parte del gabinete ni el Partido Nacional o sus sucesores ni el Partido de la Libertad Inkatha (IFP).
En el plano de los terceros partidos, el IFP quedó en tercer lugar con el 6.97 % de las preferencias y 28 escaños, sufriendo una fuerte debacle y perdiendo la gobernación de KwaZulu-Natal ante el ANC. El Nuevo Partido Nacional, sucesor del Partido Nacional de la época del apartheid, colapsó y perdió la mayor parte de su apoyo, cayendo del 6.9 % en 1999 al 1.7 % (partiendo del 20.4 % en 1994), debido a que muchos de sus seguidores reprochaban al partido el haberse aliado con el ANC. Los Demócratas Independientes (ID) sorprendieron a muchos observadores al obtener más votos que el Nuevo Partido Nacional, convirtiéndose en el quinto partido más grande. Otro partido que experimentó un declive fue el Movimiento Democrático Unido (UDM), que apenas logró conservar su bastión en Cabo Occidental. A nivel provincial, el ANC conservó el gobierno de las nueve provincias.
Unas 20.6 millones de personas se inscribieron para emitir sufragio en las elecciones generales de 2004, siendo aproximadamente dos millones más que en 1999, y participó el 76.73 %. A pesar del casi 70 % de los votos recibido por el ANC, solo el 56 % de los sudafricanos con derecho a voto se registraron para votar, lo que provocó que solo el 38 % del padrón votara al oficialismo. Desde el año 2004 comenzaron a aparecer en Sudáfrica campañas incitando al boicot electoral, las cuales duran hasta la actualidad.

## Sistema electoral
Sudáfrica tiene un sistema parlamentario bicameral de gobierno. La cámara baja es la Asamblea Nacional que consta de 400 miembros elegido mediante representación proporcional con listas cerradas. Doscientos miembros son elegidos de las listas de los partidos a nivel nacional; mientras que los otros 200 son elegidos de las listas provinciales de los partidos en cada una de las nueve provincias. El Presidente de Sudáfrica, que es el jefe de Estado y Gobierno del país, es elegido por la Asamblea Nacional después de las elecciones.
Las legislaturas provinciales, que varían en tamaño de 30 a 80 miembros, también son elegidas por representación proporcional con listas cerradas. Los gobernadores (Premiers) de cada provincia serán elegidos por la mayoría ganadora en cada legislatura provincial.
La cámara alta del Parlamento es el Consejo Nacional de las Provincias (NCOP por sus siglas en inglés), consta de 90 miembros, 10 por cada provincia, elegidos por las respectivas legislaturas provinciales en proporción a la representación de cada partido en la legislatura.

## Campaña
Durante la campaña, Mbeki y el ANC en su conjunto se comprometieron a combatir el desempleo, la epidemia de VIH/sida que azotaba al país y la pobreza generalizada. El partido hizo campaña destacando sus logros durante sus años en el poder desde que puso fin al gobierno de la minoría blanca en 1994: la construcción de 1.6 millones de casas, la llegada de agua potable a nueve millones de personas más y suministrando electricidad al 70 por ciento de los hogares sudafricanos. Por otro lado, la oposición, encabezada por Alianza Democrática (DA) acusó a la administración de Mbeki de ignorar la epidemia de Sida, y de ser el culpable del crecimiento de la delincuencia y el desempleo en el país. Se estima que 5.3 millones de sudafricanos están infectados con el VIH más que en cualquier otro país. El desempleo de más del 30 por ciento ha afectado especialmente a la población negra con escasa educación, mientras que la brecha entre los ricos y los pobres aumentó considerablemente durante la década de 2000.

## Jornada electoral
La Comisión Electoral Independiente dijo que la votación había transcurrido sin problemas con solo incidentes menores. Las elecciones fueron supervisadas por más de 3000 observadores electorales locales y unas 200 misiones internacionales de observadores, incluida la Unión Africana, el Foro Parlamentario de la Comunidad para el desarrollo de África Austral y el Instituto Electoral del África Austral. Los observadores regionales declararon que las elecciones fueron libres y justas.

## Resultados

### Parlamento

#### Asamblea Nacional
|  | 69.69 % |

|  | 12.37 % |

|  | 6.97 % |

|  | 2.28 % |

|  | 1.73 % |

|  | 1.65 % |

|  | 1.65 % |

|  | 0.89 % |

|  | 0.75 % |

|  | 0.73 % |

|  | 0.35 % |

|  | 0.22 % |

|  | 0.11 % |

|  | 0.10 % |

|  | 0.10 % |

|  | 0.10 % |

|  | 0.09 % |

|  | 0.08 % |

|  | 0.07 % |

|  | 0.05 % |

|  | 0.04 % |

|  | 98.42 % |

|  | 1.58 % |

|  | 100.00 % |

|  | 76.73 % |

#### Consejo Nacional de las Provincias
El Consejo Nacional de las Provincias (NCOP) consta de 90 miembros, diez nominados por cada legislatura provincial, en proporción a la membresía del partido de la legislatura provincial. Cada delegación provincial consta de seis delegados permanentes, que son nominados por un período que dura hasta que se elige una nueva legislatura provincial, y cuatro delegados especiales. Uno de los delegados especiales es el premier de la provincia u otro miembro de la legislatura provincial designada por el premier, mientras que los otros tres delegados especiales son designados ad hoc por la legislatura provincial.
| Partidos | Partidos                                    | Provincia     | Provincia    | Provincia | Provincia     | Provincia | Provincia  | Provincia | Provincia      | Provincia       | Total | Total |
| Partidos | Partidos                                    | Cabo Oriental | Estado Libre | Gauteng   | KwaZulu-Natal | Limpopo   | Mpumalanga | Noroeste  | Cabo del Norte | Cabo Occidental | Total | Total |
| -------- | ------------------------------------------- | ------------- | ------------ | --------- | ------------- | --------- | ---------- | --------- | -------------- | --------------- | ----- | ----- |
|          | Congreso Nacional Africano (ANC)            | 4/6           | 4/6          | 4/6       | 3/6           | 5/6       | 5/6        | 4/6       | 4/6            | 2/6             | 35/54 | 65/90 |
| 4/4      | Congreso Nacional Africano (ANC)            | 4/4           | 3/4          | 2/4       | 4/4           | 4/4       | 4/4        | 3/4       | 2/4            | 30/36           |       | 65/90 |
|          | Alianza Democrática (DA)                    | 1/6           | 1/6          | 1/6       | 1/6           | 1/6       | 1/6        | 1/6       | 1/6            | 2/6             | 10/54 | 12/90 |
| 0/4      | Alianza Democrática (DA)                    | 0/4           | 1/4          | 0/4       | 0/4           | 0/4       | 0/4        | 0/4       | 1/4            | 2/36            |       | 12/90 |
|          | Partido de la Libertad Ikantha (IFP)        | 0/6           | 0/6          | 1/6       | 2/6           | 0/6       | 0/6        | 0/6       | 0/6            | 0/6             | 3/54  | 5/90  |
| 0/4      | Partido de la Libertad Ikantha (IFP)        | 0/4           | 0/4          | 2/4       | 0/4           | 0/4       | 0/4        | 0/4       | 0/4            | 2/36            |       | 5/90  |
|          | Demócratas Independientes (ID)              | 0/6           | 0/6          | 0/6       | 0/6           | 0/6       | 0/6        | 0/6       | 0/6            | 1/6             | 1/54  | 2/90  |
| 0/4      | Demócratas Independientes (ID)              | 0/4           | 0/4          | 0/4       | 0/4           | 0/4       | 0/4        | 1/4       | 0/4            | 1/36            |       | 2/90  |
|          | Nuevo Partido Nacional (NNP)                | 0/6           | 0/6          | 0/6       | 0/6           | 0/6       | 0/6        | 0/6       | 1/6            | 1/6             | 2/54  | 2/90  |
|          | Partido Demócrata Cristiano Africano (ACDP) | 0/6           | 0/6          | 0/6       | 0/6           | 0/6       | 0/6        | 0/6       | 0/6            | 1/6             | 1/36  | 1/90  |
|          | Frente de la Libertad (FF+)                 | 0/6           | 1/6          | 0/6       | 0/6           | 0/6       | 0/6        | 0/6       | 0/6            | 0/6             | 1/54  | 1/90  |
|          | Partido Demócrata Cristiano Unido (UCDP)    | 0/6           | 0/6          | 0/6       | 0/6           | 0/6       | 0/6        | 1/6       | 0/6            | 0/6             | 1/54  | 1/90  |
|          | Movimiento Democrático Unido (UDM)          | 1/6           | 0/6          | 0/6       | 0/6           | 0/6       | 0/6        | 0/6       | 0/6            | 0/6             | 1/54  | 1/90  |

## Investidura presidencial
| Candidato           | Candidato           | Partido             | Partido                          | Votos   | %                |
| ------------------- | ------------------- | ------------------- | -------------------------------- | ------- | ---------------- |
|                     | Thabo Mbeki         |                     | Congreso Nacional Africano (ANC) | 279/400 | \| \| 100.0 % \| |
| Abstención, Ausente | Abstención, Ausente | Abstención, Ausente | Abstención, Ausente              | 121/400 |                  |
|                     | 100.0 %             |                     |                                  |         |                  |